# Плацентни
Плацентните (Placentalia) са инфраклас на Бозайниците от царството на животните. Заедно с торбестите образуват подклас Theria.
Те са развили специален орган – плацента за снабдяване на ембриона с кислород и храна. Това им позволява да раждат достатъчно едри и развити малки. Бременността им е продължителна и зародишите се развиват в матка. Този подклас обединява повечето живеещи днес бозайници. Температурата на тялото им е постоянна. Заедно с птиците са доминиращи животни на сушата, във въздуха и до голяма степен във водата. Имат сложно поведение и устройство. В зависимост от устройството им плацентните бозайници се делят на много разреди.

## Разпространение
Плацентните бозайници населяват всички континенти с прилежащите им острови и всички океани и морета. Много диви видове са пренесени от човека на континенти, в които те никога не са съществували – камили, зайци, лисици в Австралия, капибара във Франция. В Азия, Европа и Африка е извършено одомашняване на повечето от известните днес домашни животни използвани както със стопанска цел така и като домашни любимци. По-късно в периода на великите географски открития одомашнените животни съпътстват и човека като по този начин населяват всички континенти.

## Класификация
Инфраклас Плацентни
- †Bobolestes
- †Juramaia
- †Montanalestes
- †Murtoilestes
- †Prokennalestes
- †Cimolesta
- Placentalia
  - Надразред Xenarthra – Непълнозъби
  - Надразред Afrotheria
  - Boreoeutheria